# Mazewa

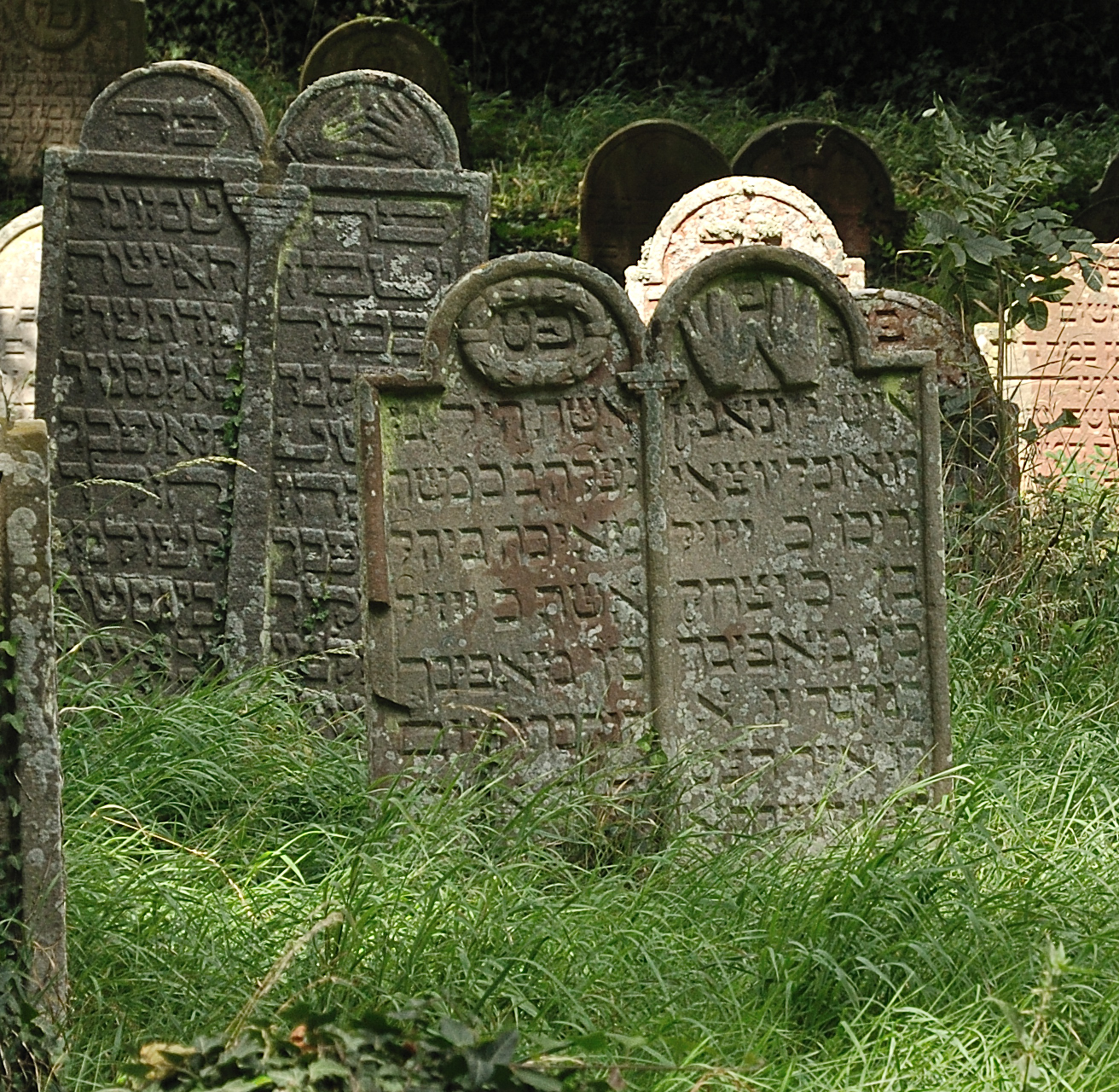
Mazewot auf dem jüdischen Friedhof in Essingen mit segnenden Händen der Kohanim

Eine Mazewa (auch Matzevah, Matzewa, hebräisch מַצֵּבָה Mazzevah, deutsch ‚Denkmal‘, „Grabstein“; Mehrzahl מַצֵּבוֹת Mazzevōt) ist ein jüdischer Grabstein. Er wird ein Jahr nach der Bestattung in einer besonderen Zeremonie, Gilui Mazewa, gesetzt bzw. enthüllt und symbolisiert die Verpflichtung, Verstorbene nicht zu vergessen. Sie stehen allgemein mit einem alten (vor-mosaischen) Steinkult (Litholatrie), beschrieben im Tanach, in Beziehung; siehe dazu auch Mazzebe.

## Geschichte

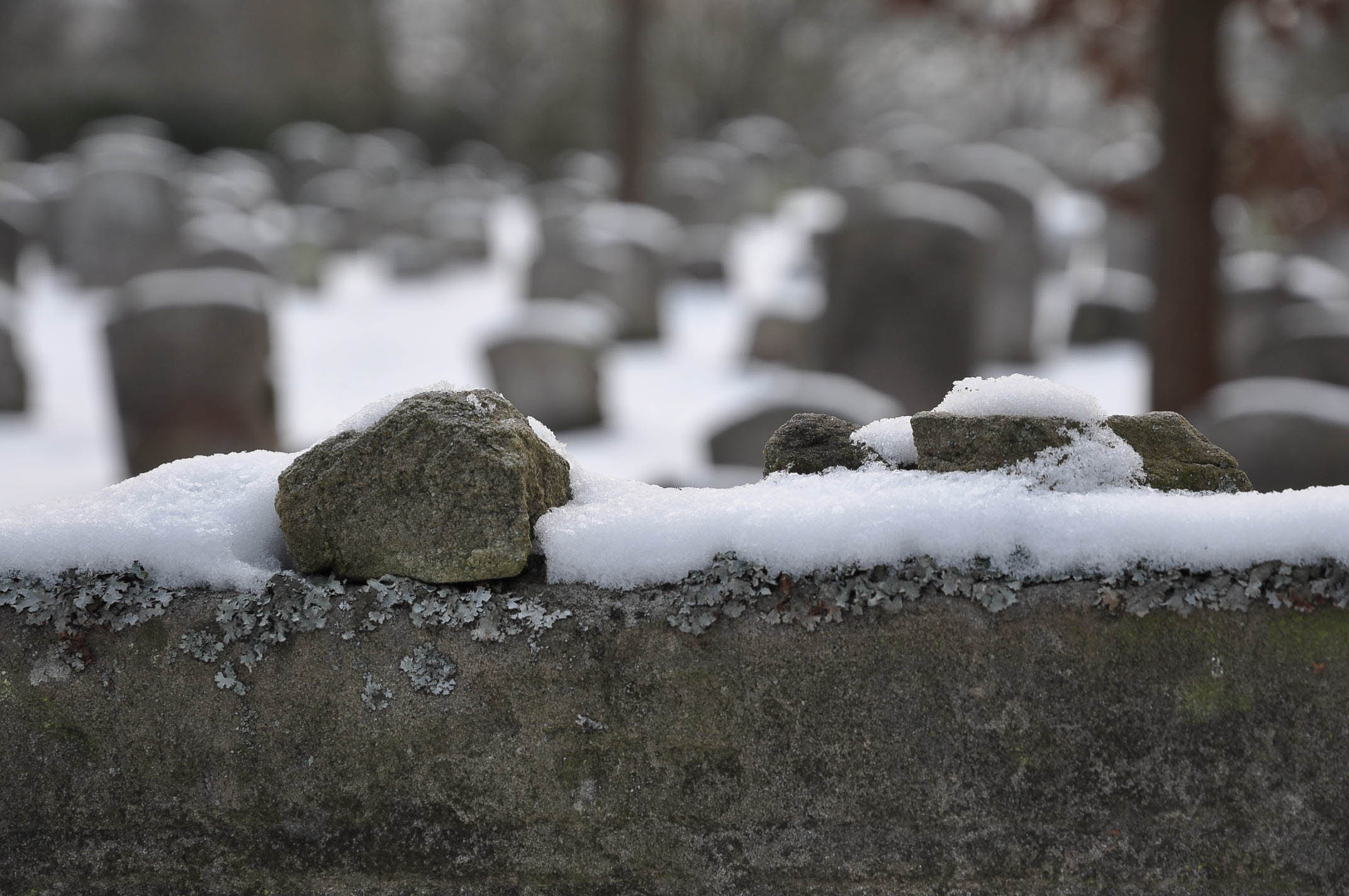
Kleiner Stein auf Grabstein

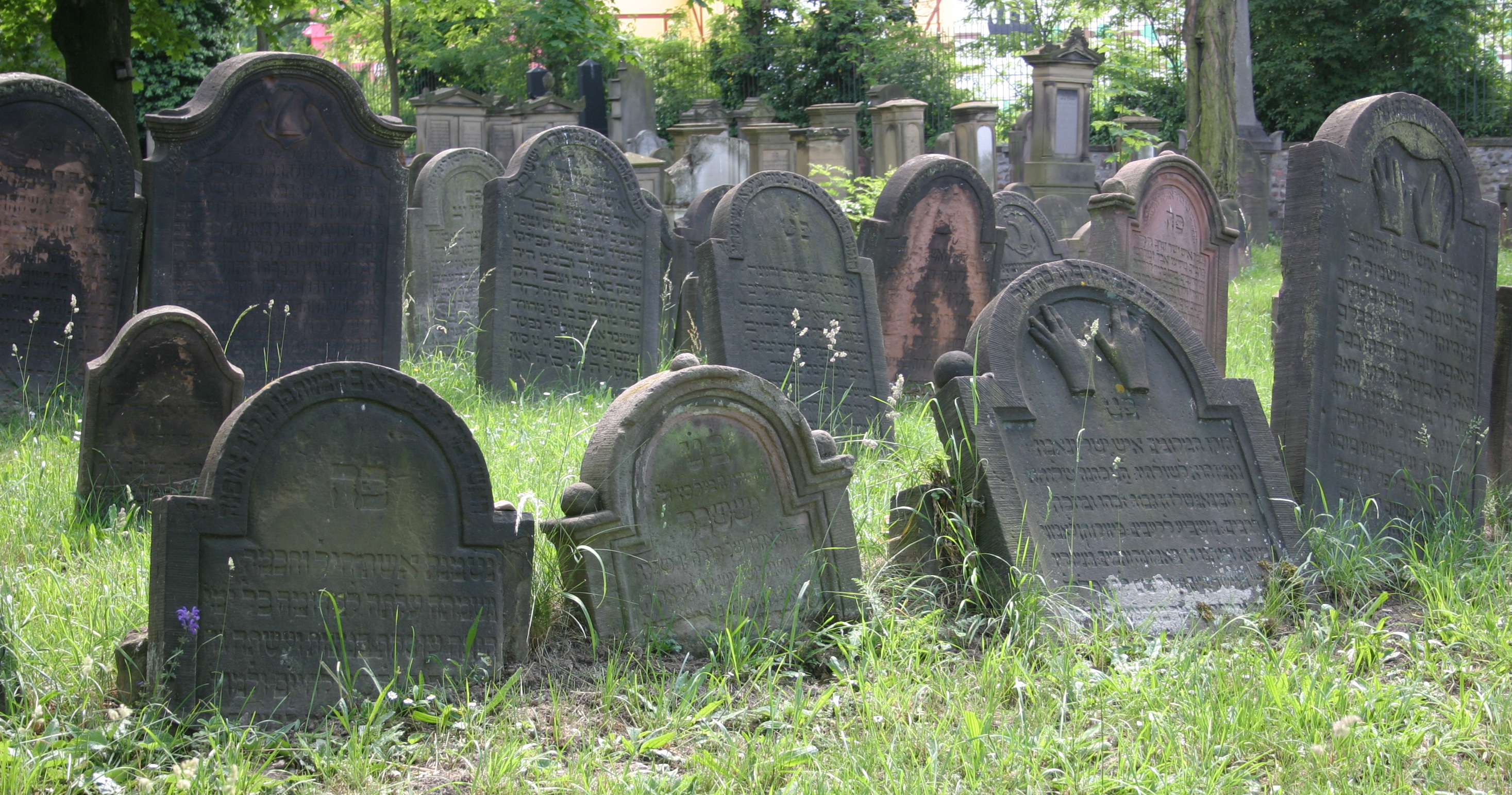
Jüdische Grabsteine im Friedhof Heiliger Sand in Worms

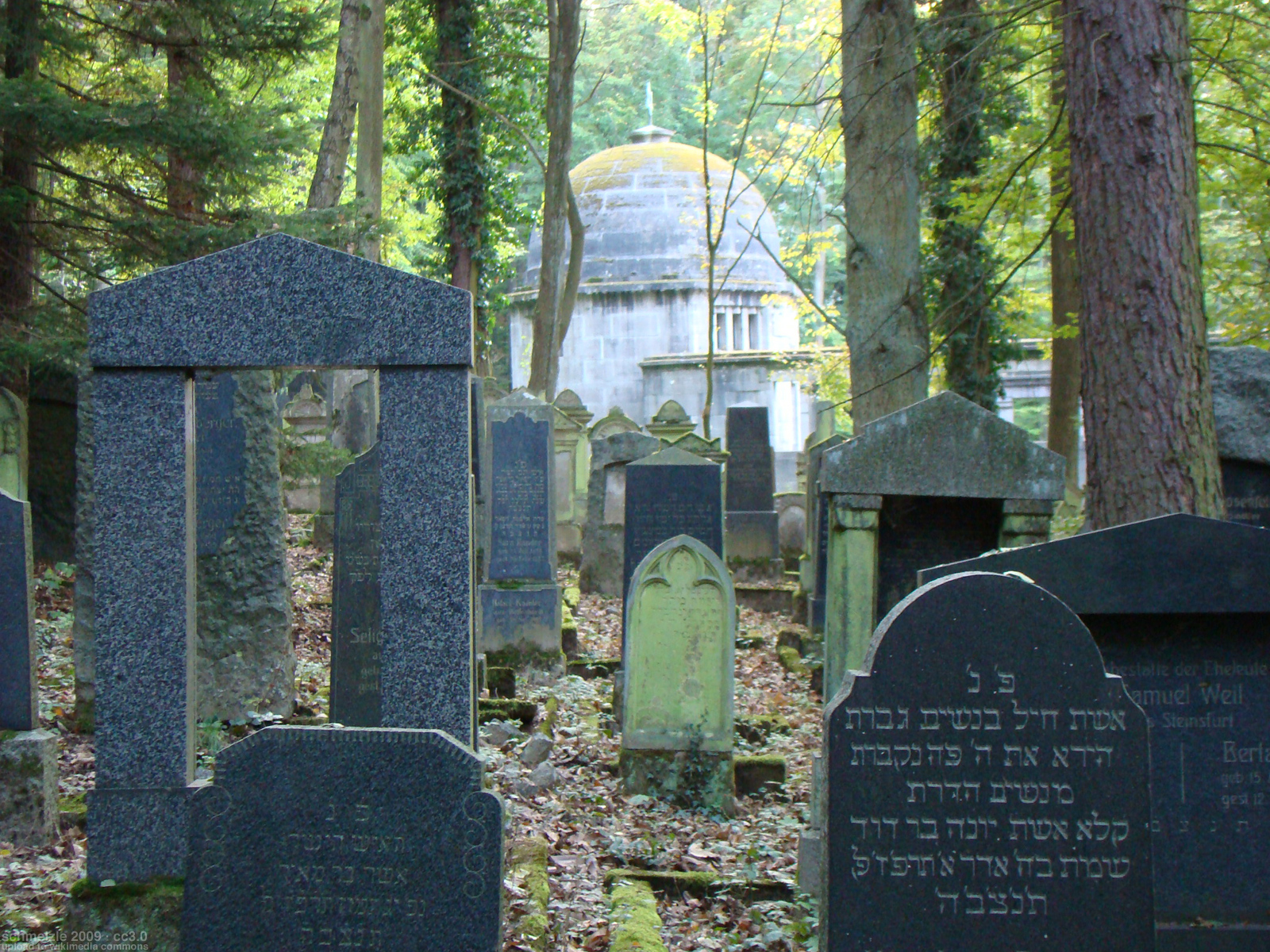
Grabsteine des 20. Jahrhunderts im Jüdischen Friedhof Waibstadt

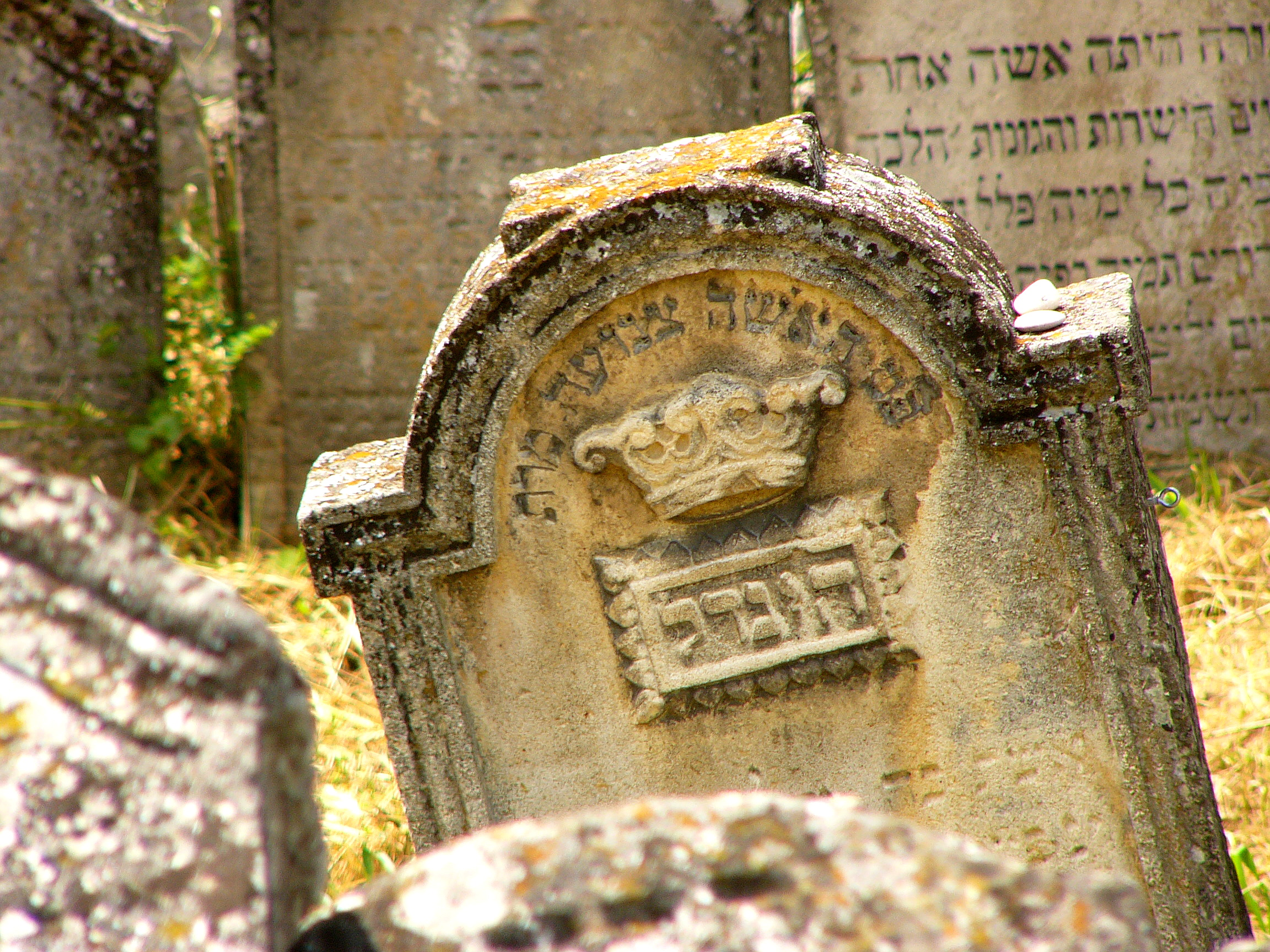
Mazewa mit Krone auf dem alten Jüdischen Friedhof in Eisenstadt

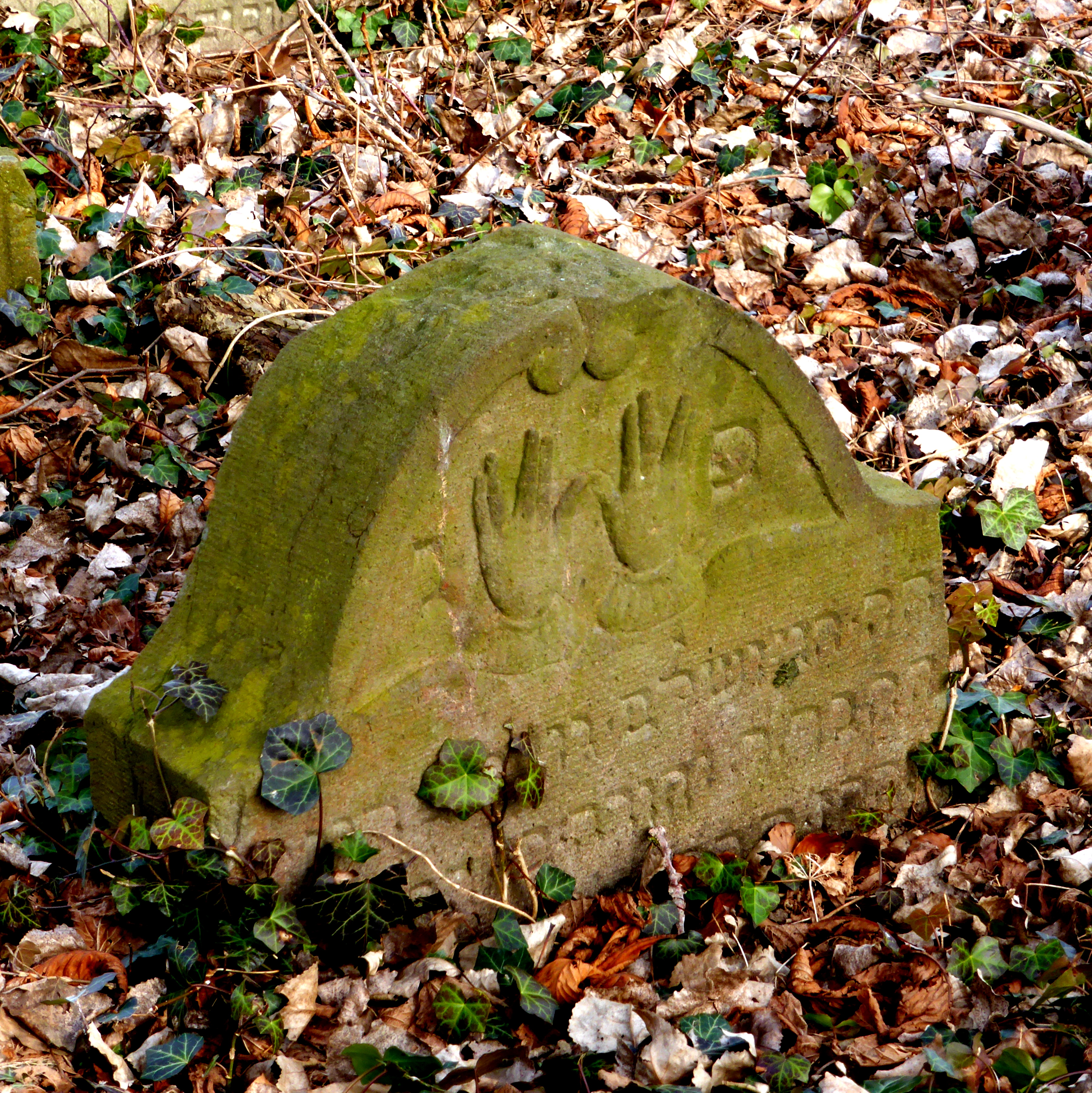
Segnende Hände auf einem Grabstein in Schwarzrheindorf

Die Sitte, ein Grab durch ein Kennzeichen zu markieren, wird auf Gen 35,19–20  zurückgeführt:

„Rachel starb und wurde auf dem Wege nach Ephrata, das heißt Bethlehem, begraben. Jakob errichtete einen Gedenkstein auf ihrem Grabe. Es ist der Denkstein auf dem Rachelgrabe bis auf den heutigen Tag.“

Beim Besuch eines Grabes – besonders zur Jahrzeit – ist es üblich, dass Angehörige einen kleinen Stein auf den Grabstein legen und damit andeuten, dass der oder die Verstorbene nicht vergessen ist. Für diesen Brauch werden verschiedene Ursprünge vermutet. Verbreitet ist die Ansicht, dass in historischer Zeit die in der Wüste angelegten Gräber mit Steinen vor Wind und Futter suchenden Tieren gesichert wurden. Eine Erklärung bezieht sich auf das später übliche Bestatten in Grabhöhlen; diese sind mit großen Steinen verschlossen worden, welche mit solchen kleinen Steinchen verkeilt wurden.

## Inschriften
Die Inschrift auf der Mazewa ist normalerweise hebräisch, wobei seit dem 19. Jahrhundert häufig, zum Beispiel auf der Rückseite oder auf dem Sockel, eine weitere Inschrift in der jeweiligen Landessprache angebracht ist.
Die Inschrift folgt antiken griechischen und römischen Vorbildern und ist typischerweise dreiteilig gegliedert. Den Kopf bildet meist eine der Abkürzungen פ"נ oder פ"ט für פֹּה נִטְמַן pōh niṭman bzw. פֹּה טָמוּן pōh ṭāmûn = "Hier wurde geborgen" bzw. "Hier ist geborgen"; die erste kann auch verstanden werden als "פה נקבר" = "Hier wurde begraben", was man aber in ausgeschriebenen Einleitungen deutlich seltener findet. Der Mittelteil nennt den Namen des Verstorbenen, den seines Vaters, bei verheirateten Frauen den Namen des Ehemanns, eventuelle Titel oder sonstige Bezeichnungen, den letzten Wohnort (sofern der Friedhof mehreren Orten diente), das Sterbedatum und manchmal auch das abweichende Begräbnisdatum. Oft sind diese Angaben in formelhafte Floskeln zur vorbildlichen Lebensführung o. ä. eingebunden, es kommen jedoch auch Grabsteine mit längeren individuellen biografischen Angaben vor. Ein Segenswunsch – meist (nach dem Wunsch der Abigajil, 1 Sam 25,29 ) „Seine/Ihre Seele sei eingebunden in das Bündel des Lebens!“, תהיה נפשו/נפשה צרורה בצרור החיים, abgekürzt ת' נ' צ' ב' ה' – schließt die Inschrift ab. Dieser Segenswunsch erscheint oft auch als einziger hebräischer Teil in einer sonst in der Landessprache gehaltenen Grabinschrift.
Die Vornamen auf den Grabsteinen werden im hebräischen Text teilweise als jiddische Ruf- oder Kosenamen wiedergegeben, an Stelle eines Familiennamens (oder auch zusätzlich zu diesem) wird der Vatersname genannt. In den landessprachlichen Inschriften auf der Rückseite oder auf dem Sockel werden bei jüngeren Grabsteinen hingegen die amtlichen Namen angegeben.
Die Datumsangaben werden nach dem Jüdischen Kalender vorgenommen, zumeist nach der kleinen Zählung, d. h. unter Auslassung der Tausenderstelle.
Die Gestaltung jüdischer Grabsteine war trotz aller Traditionen zu allen Zeiten freilich auch in gewissem Maß dem Zeitgeschmack unterworfen. Während frühe Grabsteine zumeist nur Schriftzeichen aufweisen, kamen im Laufe der Zeit vor allem in den Giebelfeldern Symbole und Ornamente hinzu. Während sich die Symbole vielerorts gleichen (s. u.), gibt es bei den Ornamenten regionale Ausprägungen, z. B. die gehäuft auftretenden Löwengestalten auf dem Jüdischen Verbandsfriedhof in Heinsheim oder die Blumenmotive auf dem Jüdischen Verbandsfriedhof in Wiesloch. Auch die Verwendung der hebräischen Schrift unterlag im Lauf der Zeit einem Wandel. Im 20. Jahrhundert wurde es immer mehr gebräuchlich, die Grabsteine in der jeweiligen Landessprache zu beschriften und lediglich noch die standardisierten Formeln wie die Einleitungsfloskel und formelhafte Segenswünsche hebräisch abzubilden. Damit einhergehend entfielen zumeist auch die jüdischen Kosenamen, so dass oft nur noch die amtlichen Namen erscheinen. Analoges gilt für Datumsangaben nach jüdischem Kalender.

## Ikonographie

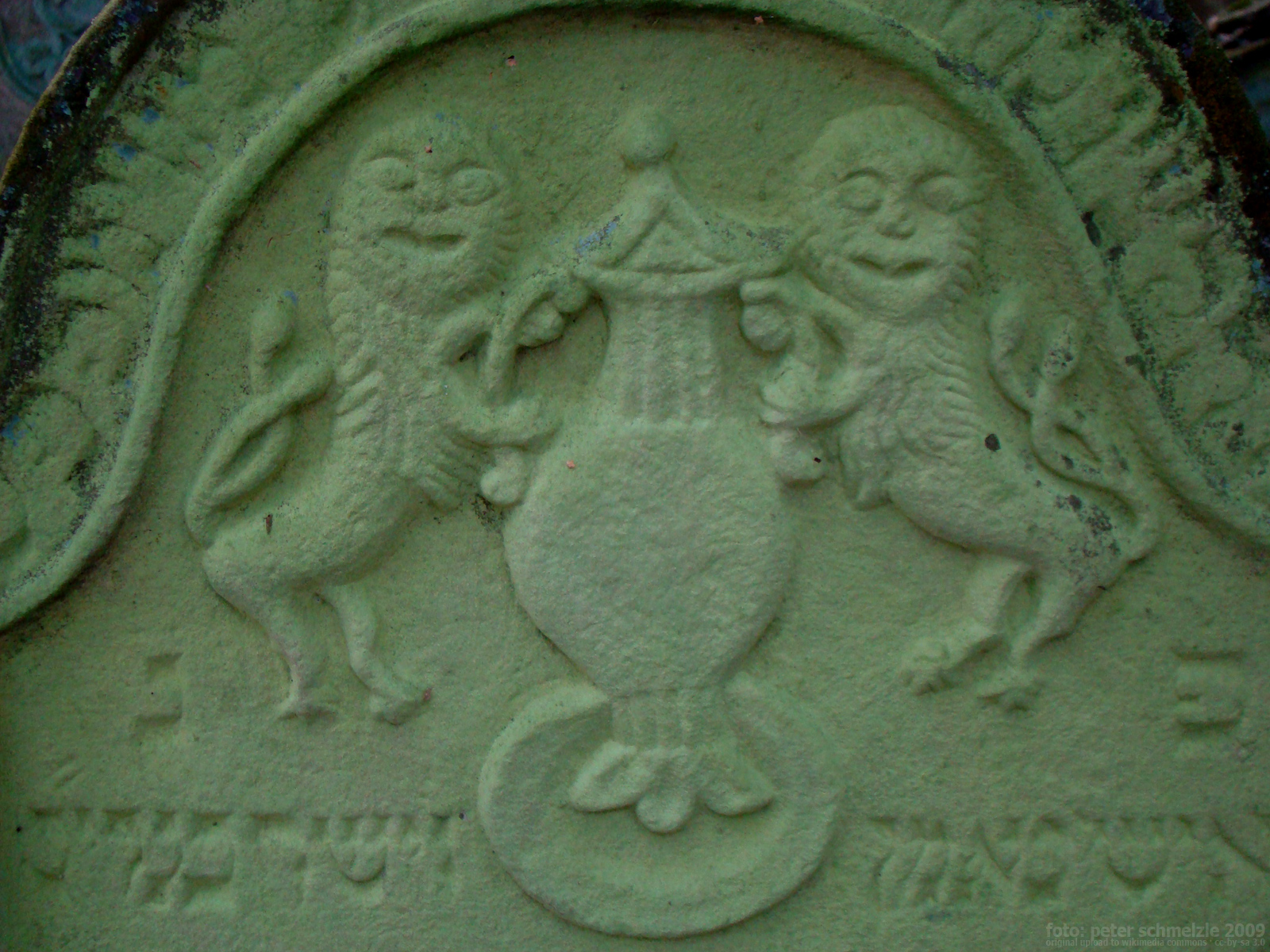
Levitenkanne auf einem Grabstein im Jüdischen Friedhof Heinsheim

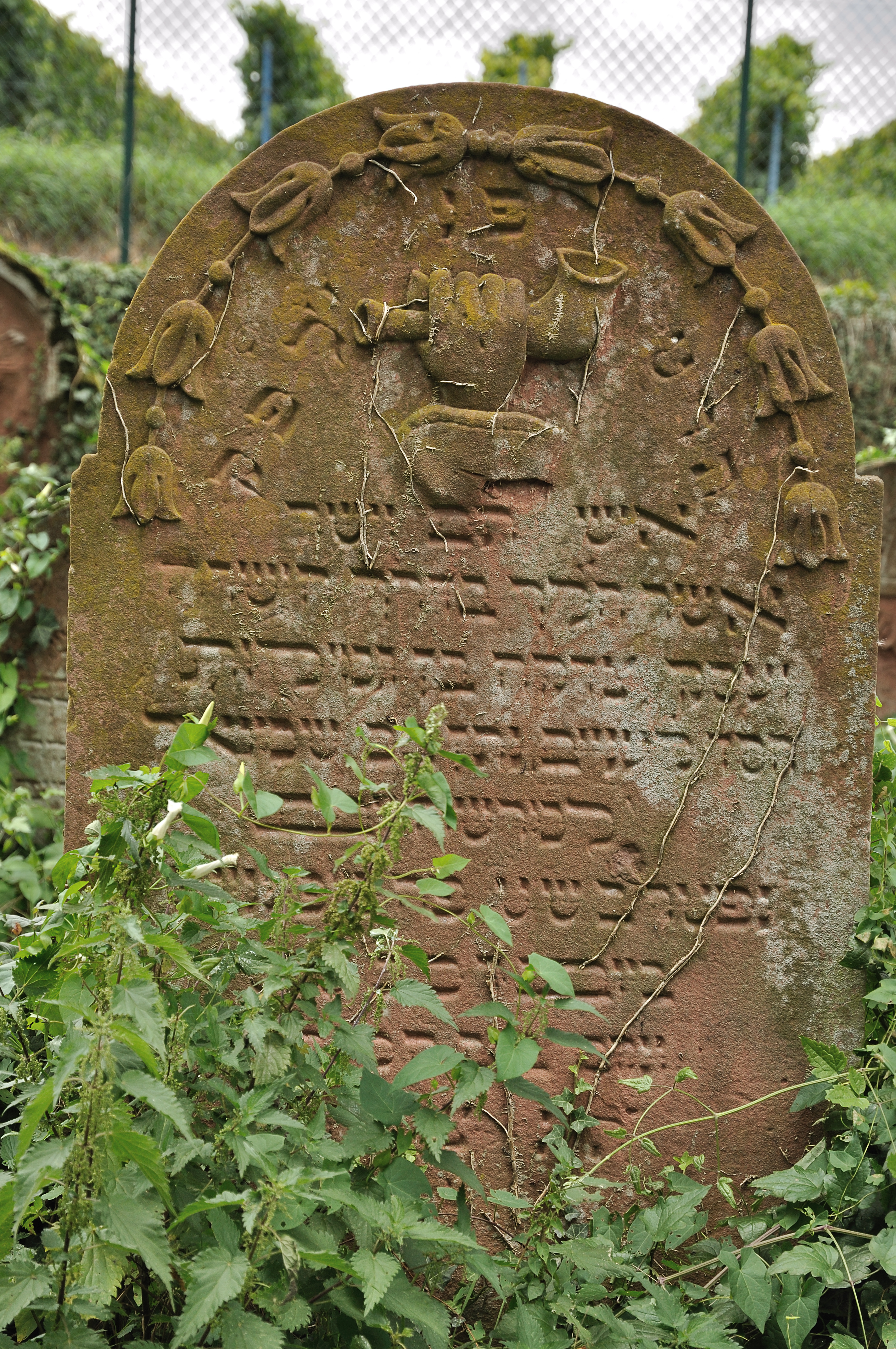
Mazewa mit Schofar auf dem Jüdischen Friedhof Essingen

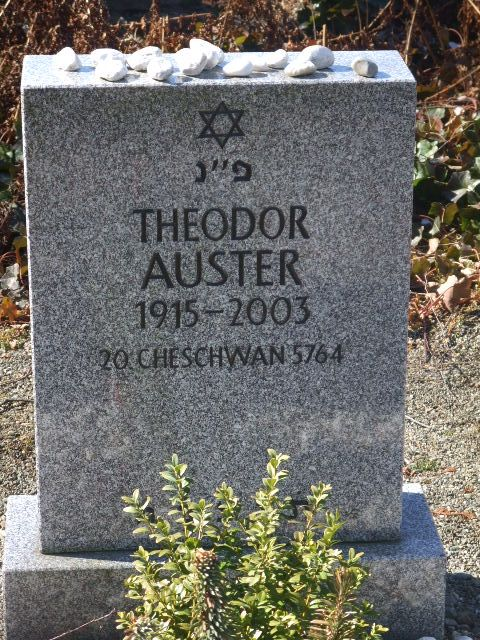
Jüdischer Grabstein von 2003 in Bad Buchau

Oft finden sich Symbole, die auf die Stellung und die Aufgaben des Verstorbenen innerhalb der jüdischen Gemeinde, auf seine Lebensführung oder auf Personennamen hinweisen sollen. Auf historischen Grabsteinen bis ins 19. Jahrhundert überwiegen religiöse Symbole, in vielen Regionen kamen dann auch weltliche Symbole hinzu. Die Unterscheidung von Symbolen und Ornamenten ist nicht immer zweifelsfrei möglich, da sich die ursprüngliche Symbolsprache der Steine auch auf die Ausgestaltung gebräuchlicher Ornamente ausgewirkt hat.
Auf der Mazewa eines Kohen (Priesters) sind als Symbol für den Priestersegen (Num 6,22–27 ) ausgebreitete Hände mit gespreizten Fingern abgebildet.
Grabsteine von Leviten zeigen einen Krug oder einen Becher als Symbol für die Aufgabe der Leviten, vor dem Priestersegen Wasser über die Hände des Kohen zu gießen.
Schofarhörner stehen symbolisch für Lehrer und Vorbeter, Beschneidungswerkzeuge (Messer und Klemme) für einen Mohel (Beschneider).
Die Krone steht für die Krone des guten Namens, wie sie in den Sprüchen der Väter erwähnt und in der häufigen Inschriftenfloskel „verstorben in gutem Namen“ aufgegriffen wird.
Ein Chanukka-Leuchter (nicht mit der siebenarmigen Menora zu verwechseln) findet sich zumeist auf Frauengrabsteinen und verweist auf das Anzünden der Sabbatkerzen als eines der drei Frauengebote. Auch die Darstellung von Sabbatbroten hat eine entsprechende Bedeutung.
Der Davidstern erscheint erstmals auf jüdischen Grabsteinen in Prag, wo er seit dem 14. Jahrhundert Bestandteil der den Juden erlaubten Flagge war. Auf Grabsteinen andernorts ist er meist erst ab dem 20. Jahrhundert anzutreffen und deutet auf eine Nähe zum Zionismus hin.
Ein Buch kann für Gelehrte und Rabbiner stehen, ist aber auch als Schmuckornament auf Grabsteinen Nichtgelehrter anzutreffen und drückt dann die Hoffnung auf, in das Buch des Lebens einzugehen und nicht im Buch des Vergessens zu enden. Ein Auge im dreieckigen Strahlenkranz (Auge der Vorsehung) symbolisiert das gebildete Bürgertum vor allem zur Zeit der Aufklärung.
Aus dem Himmel gereichte Palmzweige beziehen sich auf Psalm 92,13 („Der Gerechte wird grünen wie ein Palmenbaum“) und verheißen himmlischen Lohn für ein gerechtes Leben. Lilien und Tulpen beziehen sich dagegen auf das Hohelied 2,1+2 und Hosea 14,6 und stehen für Schönheit, Fruchtbarkeit und Reichtum. Blumendarstellungen, sofern es sich nicht um Ornamente handelt, sind überwiegend auf Frauengrabmalen zu finden.
Ineinandergreifende Hände und Taubenpaare stehen für die über den Tod hinaus währende Liebe von Ehegatten, Herzen stehen für geliebte Kinder, aber auch für gute und fromme Menschen. Bienen und Bienenkörbe stehen für einen fleißigen und sparsamen Menschen, ein Schmetterling für die zum Himmel aufsteigende Seele. Abgebrochene Säulen, wie sie auch im Christentum zu finden sind, stehen für ein zu früh vollendetes Leben. Weitere gebräuchliche Symbole, die das zur Neige gehende Leben symbolisieren sind Mohnkapseln, Sanduhren und nach unten gerichtete, ausgelöschte Fackeln.